# Леон Делагранж

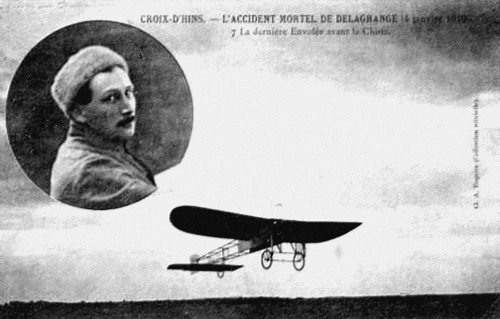
Делагранж на поштовій листівці Франції

Леон Делагранж (фр. Léon Delagrange, повне ім'я Ferdinand Marie Léon Delagrange; 13 березня 1872, Орлеан — 4 січня 1910, Бордо) — французький скульптор і піонер авіації.  
Вважався одним із найкращих авіаторів світу, встановив низку рекордів на зорі світової авіації. 

## Біографія
Народився 13 березня 1872 року в Орлеані у сім'ї власника текстильної фабрики. 
Навчався в паризькій Школі образотворчих мистецтв у Луї-Ернеста Барріа та Шарля Віталь-Корню. Був представлений на кількох виставках у Парижі та удостоєний нагороди за свою роботу у 1901 році, був членом Салону французьких художників.
Незважаючи на те, що Леон став скульптором, він був одним із перших людей у Європі, які зайнялися авіацією. У 1907 він захопився польотами і став піонером-авіатором. У тому ж році він був одним із перших, хто замовив літак у Габріеля Вуазена, що дозволило братам Вуазен утвердитися як виробники літаків. Це був біплан Voisin 1907, і перший публічний політ Делагранжем був здійснений 16 березня 1907 року в парку Багатель у Франції. В 1907 Леон Делагранж був обраний президентом Аероклубу Франції.
Протягом 1908 року Делагранж здійснив поїздку до Італії, де провів демонстраційні польоти. Саме під час одного з цих виставкових польотів — 8 липня він здійснив перший у світі політ із пасажиркою, своєю партнеркою та колегою зі зайняття скульптурою — Терезою Пельтьє. У вересні 1908 року Делагранж встановив один із своїх рекордів, пролетівши 15,2 милі за 29 хвилин і 53 секунди.
7 січня 1909 він був удостоєний одним з перших восьми сертифікатів авіатора, виданих Аероклубом Франції. У 1909 отримав приз Лагатінера (Lagatiner prize), встановивши в Жювізі-сюр-Орж досягнення - 3,6 милі за 10 хвилин і 18 секунд. Він також брав участь у перших у світі повітряних перегонах в Port-Aviation 23 травня 1909 і ще кількох перегонах у тому ж році.
На додаток до свого літака Voisin 1907 Делагранж купив три літаки Blériot XI і сформував авіаційну команду, запросивши до неї Юбера Ле Блона, Леона Молона та Жоржа Превото. Він став першим, хто оснастив свій Blériot XI двигуном Гном Omega потужністю 50 л. с. замість двигуна Anzani потужністю 25 л. с.
В кінці 1909 Делагранж встановив новий рекорд моноплану і в грудні цього ж року Французька академія наук присудила йому медаль за досягнення в галузі повітроплавання - Медаль за аеронавтику. Раніше, 21 липня 1909 року, він був удостоєний Ордена Почесного легіону.
Французький льотчик помер у результаті краху його літака 4 січня 1910 року у Бордо. Його смерть потрапила на перші лінії світових новин, зокрема американської The New York Press, яка описала подробиці катастрофи.
У 2010 році у Франції було випущено поштову марку, присвячену Леону Делагранжу. 